# 板祐生
板 祐生（いた ゆうせい、	1889年9月24日‐1956年2月5日）は明治時代から昭和時代にかけての日本の版画家、収集家。孔版画を日本に普及させた。

## 略歴
鳥取県西伯郡東長田村（現南部町）の生まれ。本名は板愈良（いた まさよし）。父は板房太郎。1904年から1945年まで鳥取県内の小学校教員を歴任した。以降、鳥取県の法勝寺村役場に勤務した。大正から没年にわたって孔版画を制作している。独学によって謄写版（ガリ版）を利用した孔版画を制作、つぶし孔版、切り抜き孔版を自ら創案した。また、1917年から『珍道楽』という趣味の団体に参加し、料治熊太など30名の収集家と交流を深めた後、1919年に三田平凡寺の『我楽他宗』に参画し、第二十番十徳山竜駒寺と号して富士山に関する物やこけしなどの郷土玩具、民具、菓子のラベル、ポスターなどを収集し、自らそれらを題材にした絵暦、絵草紙、蔵書票などを制作して同好の士と交換を行った。後に訳あって、『我楽他宗』から脱退する。一切、展覧会出品は行わず、一部の愛好者以外には広く世に知られないまま、1956年に没した。享年68。

## 作品
- 「紅隈歓語」 1927年
- 「人形浄瑠璃覚帖」 1931年
- 「青駒」 1935年

## 著作
- 『人形礼讃』 富士廼屋、1925年
- 『名物とおもちゃ』 ふじのや愈良、1925年
- 『藤咲く頃』 1926年
- 『松風帖』 板愈良、1932年